# Carla Suárezová Navarrová
Carla Suárezová Navarrová (* 3. září 1988 Las Palmas de Gran Canaria) je bývalá španělská profesionální tenistka. Ve své kariéře vyhrála na okruhu WTA Tour dva turnaje ve dvouhře a tři ve čtyřhře. První singlové finále vyhrála až na šestý pokus, když ovládla antukový Portugal Open 2014.  V rámci okruhu ITF získala šest titulů ve dvouhře a čtyři ve čtyřhře.
Na žebříčku WTA byla ve dvouhře nejvýše klasifikována v únoru 2016 na 6. místě a ve čtyřhře pak v dubnu 2015 na 11. místě. V barcelonské tenisové akademii Pro-Ab Team ji trénovali Oscar Serrano, Marc Casabo a Xavier Budo.
Při premiérovém startu v hlavní grandslamové soutěži na sebe upozornila, když jako kvalifikantka pronikla do čtvrtfinále French Open 2008, v němž vypadla se Srbkou Jelenou Jankovićovou. Jednalo se teprve o její třetí účast v rámci hlavních soutěží turnajů kalendáře WTA Tour. Čtvrtfinále si také zahrála na Australian Open 2009, kde předtím vyřadila Venus Williamsovou, a na US Open 2013, když skončila na raketě pozdější šampiónky Sereny Williamsové.
Na rozdíl od většinově prosazovaného dvouručného bekhendu hrála tento úder jednoručně. Za preferovaný povrch uvedla antuku a tvrdý. Jako silný úder pak označila křižný bekhend.

## Tenisová kariéra

### Týmové soutěže
Ve španělském týmu Billie Jean King Cupu debutovala v roce 2008 neapolským čtvrtfinále Světové skupiny proti Itálii, v němž po boku Llagosteraové Vivesové prohrála čtyřhru proti páru Erraniová a Garbinová. Španělky tak zvítězily 3:2 na zápasy a po výhře nad Čínskou lidovou republikou 4:1, postoupily do madridského finále proti Rusku. V něm prohrála dvouhru s Kuzněcovovou a čtyřhru v páru s Llagosteraovou Vivesovou proti dvojici Makarovová a Vesninová. Celkový poměr zápasů vyzněl pro Rusky 4:0. Poslední zápas odehrála proti Slovensku na pražském finálovém turnaji 2021, v němž podlehla Kužmové a se Sorribesovou Tormovou vyhrála čtyřhru. Španělky zvítězily 2:1 na zápasy. Mezi lety 2008–2021 v soutěži nastoupila k sedmnácti mezistátním utkáním s bilancí 17–9 ve dvouhře a 2–3 ve čtyřhře.
Španělsko reprezentovala na  Pekingské olympiádě 2008, kde v soutěži dvouhry nestačila v úvodním kole na Číňanku Pcheng Šuaj ve dvou sadách. O čtyři roky později na londýnských Hrách XXX. olympiády vstoupila do travnatého turnaje dvouhry vítězstvím nad pátou nasazenou Australankou Samanthou Stosurovou po dramatickém průběhu, když rozhodl až třetí set v poměru gamů 10:8. Následně ji však zastavila belgická tenistka na sklonku kariéry Kim Clijstersová ve dvou setech.
Před začátkem sezóny 2020 oznámila, že po konci roku plánuje ukončit kariéru. Pro celosvětovou pandemii byla však tour začátkem března přerušena. V srpnu do obnovených turnajů nezasáhla, protože jí byl diagnostikován Hodgkinův lymfom a musela podstoupit chemoterapii. Na tenisové dvorce se po vyléčení vrátila na French Open 2021.

## Soukromý život
V prosinci 2022 s partnerkou, španělskou fotbalovou reprezentantkou Olgou Garcíavou, oznámila těhotenství. V červnu 2023 se jí do vztahu narodila dívčí dvojčata Noa a Ona.

## Finále na okruhu WTA Tour
| Legenda                                      |
| -------------------------------------------- |
| D – dvouhra; Č – čtyřhra                     |
| Grand Slam (0)                               |
| Turnaj mistryň (0–1 Č)                       |
| Premier Mandatory & Premier 5 (1–2 D; 0–4 Č) |
| Premier (0–2 D; 3–1 Č)                       |
| International (1–5 D)                        |

### Dvouhra: 11 (2–9)
| Stav       | č. | datum           | turnaj                   | povrch    | soupeřka ve finále         | výsledek          |
| ---------- | -- | --------------- | ------------------------ | --------- | -------------------------- | ----------------- |
| Finalistka | 1. | 12. dubna 2009  | Marbella, Španělsko      | antuka    | Jelena Jankovićová         | 3–6, 6–3, 3–6     |
| Finalistka | 2. | 11. dubna 2010  | Marbella, Španělsko      | antuka    | Flavia Pennettaová         | 2–6, 6–4, 3–6     |
| Finalistka | 3. | 5. května 2012  | Estoril, Portugalsko     | antuka    | Kaia Kanepiová             | 6–3, 6–7(6–8),4–6 |
| Finalistka | 4. | 2. března 2013  | Acapulco, Mexiko         | antuka    | Sara Erraniová             | 0–6, 4–6          |
| Finalistka | 5. | 4. května 2013  | Oeiras, Portugalsko      | antuka    | Anastasija Pavljučenkovová | 5–7, 2–6          |
| Vítězka    | 1. | 3. května 2014  | Oeiras, Portugalsko      | antuka    | Světlana Kuzněcovová       | 6–4, 3–6, 6–4     |
| Finalistka | 6. | 15. února 2015  | Antverpy, Belgie         | tvrdý (h) | Andrea Petkovicová         | bez boje          |
| Finalistka | 7. | 4. dubna 2015   | Miami, Spojené státy     | tvrdý     | Serena Williamsová         | 2–6, 0–6          |
| Finalistka | 8. | 17. května 2015 | Řím, Itálie              | antuka    | Maria Šarapovová           | 6–4, 5–7, 1–6     |
| Vítězka    | 2. | 27. února 2016  | Dauhá, Katar             | tvrdý     | Jeļena Ostapenková         | 1–6, 6–4, 6–4     |
| Finalistka | 9. | 26. srpna 2018  | New Haven, Spojené státy | tvrdý     | Aryna Sabalenková          | 1–6, 4–6          |

### Čtyřhra: 9 (3–6)
| Stav       | č. | datum             | turnaj                         | povrch    | spoluhráčka         | soupeřky ve finále                    | výsledek              |
| ---------- | -- | ----------------- | ------------------------------ | --------- | ------------------- | ------------------------------------- | --------------------- |
| Finalistka | 1. | 10. května 2014   | Madrid, Španělsko              | antuka    | Garbiñe Muguruzaová | Sara Erraniová Roberta Vinciová       | 4–6, 3–6              |
| Vítězka    | 1. | 3. srpna 2014     | Stanford, USA                  | tvrdý     | Garbiñe Muguruzaová | Paula Kaniová Kateřina Siniaková      | 6–2, 4–6, [10–5]      |
| Finalistka | 2. | 20. září 2014     | Tokio, Japonsko                | tvrdý     | Garbiñe Muguruzaová | Cara Blacková Sania Mirzaová          | 2-6, 5-7              |
| Finalistka | 3. | 21. února 2015    | Dubaj, Spojené arabské emiráty | tvrdý     | Garbiñe Muguruzaová | Tímea Babosová Kristina Mladenovicová | 3–6, 2–6              |
| Finalistka | 4. | 9. května 2015    | Madrid, Španělsko              | antuka    | Garbiñe Muguruzaová | Casey Dellacquová Jaroslava Švedovová | 6–3, 6–7(4–7), [10–5] |
| Vítězka    | 4. | 21. června 2015   | Birmingham, Spojené království | tráva     | Garbiñe Muguruzaová | Andrea Hlaváčková Lucie Hradecká      | 6–4, 6–4              |
| Vítězka    | 3. | 26. září 2015     | Tokio, Japonsko                | tvrdý     | Garbiñe Muguruzaová | Čan Jung-žan Čan Chao-čching          | 7–5, 6–1              |
| Finalistka | 5. | 1. listopadu 2015 | Singapur, Singapur             | tvrdý (h) | Garbiñe Muguruzaová | Martina Hingisová Sania Mirzaová      | 0–6, 3–6              |
| Finalistka | 6. | 27. února 2016    | Dauhá, Katar                   | tvrdý     | Sara Erraniová      | Čan Chao-čching Čan Jung-žan          | 3–6, 3–6              |

## Tituly na okruhu ITF
| Dotace turnajů okruhu ITF | Dotace turnajů okruhu ITF |
| ------------------------- | ------------------------- |
| 100 000 $ tournaments     | 80 000 $ tournaments      |
| 75 000 $ tournaments      | 60 000 $ tournaments      |
| 50 000 $ tournaments      | 25 000 $ tournaments      |
| 15 000 $ tournaments      | 10 000 $ tournaments      |

### Dvouhra (6)
| č. | datum             | turnaj                    | soupeřka ve finále | výsledek      |
| -- | ----------------- | ------------------------- | ------------------ | ------------- |
| 1. | 7. listopadu 2004 | Mallorca, Španělsko       | Petra Novotníková  | 6–2, 3–6, 6–1 |
| 2. | 6. března 2005    | Gran Canaria, Španělsko   | Petra Cetkovská    | 2–6, 6–4, 6–3 |
| 3. | 12. února 2006    | Vale do Lobo, Portugalsko | İpek Şenoğluová    | 6–2, 6–3      |
| 4. | 24. února 2007    | Mellila, Španělsko        | Anna Gerasimou     | 6-4, 6-4      |
| 5. | 19. května 2007   | Gran Canaria, Španělsko   | Anna Florisová     | 6–2, 6–2      |
| 6. | 5. dubna 2007     | Madrid, Španělsko         | Alina Židkovová    | 6–2, 6–1      |

### Čtyřhra (4)
| č. | datum             | turnaj               | spoluhráčka             | soupeřky ve finále                     | výsledek                |
| -- | ----------------- | -------------------- | ----------------------- | -------------------------------------- | ----------------------- |
| 1. | 11. července 2004 | Getxo, Španělsko     | Anna Font Estradová     | Andrea Benítezová Estefania Craciunová | 6–2, 6–3                |
| 2. | 2. září 2005      | Vittoria, Itálie     | Lauren Fisherová        | Silvia Disderiová Giorgia Mortellová   | 6–2, 6–3                |
| 3. | 28. července 2007 | Pétange, Lucembursko | Anastasia Jakimovová    | Martina Müllerová Claudine Schaulová   | 6–7{4–7), 6–1, 7–6{7–1) |
| 4. | 4. srpna 2007     | Vigo, Španělsko      | Estrella Cabeza Candela | Ria Dörnemannová Justine Ozgaová       | 6–1, 4–6, 6–3           |

## Postavení na konečném žebříčku WTA

### Dvouhra
| Rok    | 2004 | 2005   | 2006   | 2007   | 2008  | 2009  | 2010  | 2011  | 2012  | 2013  | 2014  | 2015  | 2016  | 2017  | 2018  | 2019  | 2020  |
| Pořadí | 613. | ▲ 358. | ▲ 289. | ▲ 169. | ▲ 50. | ▲ 34. | ▼ 57. | ▲ 56. | ▲ 34. | ▲ 17. | ▼ 18. | ▲ 13. | ▲ 12. | ▼ 40. | ▼ 23. | ▼ 55. | ▼ 83. |

### Čtyřhra
| Rok    | 2004 | 2005   | 2006   | 2007   | 2008   | 2009   | 2010    | 2011    | 2012   | 2013  | 2014  | 2015  | 2016  | 2017 | 2018 | 2019  | 2020    |
| Pořadí | 547. | ▲ 536. | ▲ 358. | ▲ 149. | ▼ 567. | ▲ 118. | ▼ 1014. | ▼ 1123. | ▲ 132. | ▲ 58. | ▲ 20. | ▲ 13. | ▼ 75. | –    | –    | 1207. | ▼ 1269. |